# Coregonus tugun
Coregonus tugun es una especie de pez de la familia Salmonidae en el orden de los Salmoniformes.

## Subespecies
- Coregonus tugun lenensis (Berg, 1932
- Coregonus tugun tugun (Pallas, 1814.[1]